# Violante van Aragón
Violante van Aragón ook bekend als Yolande van Aragón (Zaragoza, 8 juni 1236 - Roncesvalles, 1301) was van 1252 tot 1284 koningin-gemalin van Castilië en León. Ze behoorde tot het huis Barcelona.

## Levensloop
Violante was de dochter van koning Jacobus I van Aragón en Jolanda van Hongarije, dochter van koning Andreas II van Hongarije. In januari 1249 huwde ze in Burgos met koning Alfons X van Castilië, die uit een eerdere relatie met Mayor Guillén de Guzmán een dochter Beatrix had. In 1252 volgde Alfons zijn vader Ferdinand III op als koning van Castilië en León.
Als gevolg van haar jonge leeftijd slaagde Violante er enkele jaren niet in om zwanger te geraken. Hierdoor geloofde Alfons dat ze onvruchtbaar was en hij overwoog zijn huwelijk pauselijk te laten annuleren. Uiteindelijk geraakte Violante alsnog zwanger, waardoor Alfons deze plannen kon doorstrepen.
In 1275 stierf de oudste zoon van Alfons en Violante, Ferdinand de la Cerda. Alfons negeerde de erfrechten van Ferdinands zonen Alfons en Ferdinand. Hij stelde in plaats daarvan zijn tweede zoon Sancho IV aan als nieuwe troonopvolger van Castilië en León. Om de erfrechten van haar kinderen te beschermen, riep Ferdinands weduwe Blanche de hulp in van haar broer Filips III van Frankrijk. Violante zocht voor haar kleinkinderen intussen hulp bij haar broer Peter III van Aragón, die akkoord ging om Ferdinands zonen te beschermen en op te vangen in Aragón, waar ze gehuisvest werden in het kasteel van Xantiva.
Na het overlijden van haar echtgenoot in 1284 keerde Violante terug naar Aragón, waar ze sindsdien bijna permanent verbleef. Tijdens de regeringen van haar zoon Sancho IV en haar kleinzoon Ferdinand IV steunde ze de aanspraken van haar kleinzoon Alfons de la Cerda op de troon van Castilië en León.
In 1276 stichtte Violante het San Pablo-klooster in Valladolid, dat ze oprichtte ter ere van de Hongaarse Sint-Paulusorde. Violantes moeder had enige Hongaarse invloeden binnen de Spaanse cultuur gebracht en had op die manier de Sint-Paulusorde in Spanje geïntroduceerd.
In 1301 stierf Violante in Roncesvalles, in het koninkrijk Navarra. Ze was toen op de terugreis vanuit Rome, waar ze de plechtigheden rond het Heilig Jaar 1300 had bijgewoond.

## Nakomelingen
Violante en haar echtgenoot Alfons X kregen twaalf kinderen:
- Ferdinand, jong gestorven
- Berengaria (1253-1300), verloofd met Lodewijk, zoon van Lodewijk IX van Frankrijk
- Beatrix (1254-1280), gehuwd met Willem VII van Monferrato
- Ferdinand (1255-1275), huwde met Blanche, dochter van koning Lodewijk IX van Frankrijk
- Eleonora (1257-1275)
- Sancho IV (1258-1295), koning van Castilië
- Constance (1258-1280), kloosterzuster in Las Huelgas
- Peter (1260-1283), heer van Ledesma
- Jan (1262-1319), heer van Valencia de Campos
- Isabella, jong gestorven
- Violante (1265-1296), gehuwd met Diego Lopez V de Haro, heer van Biskaje
- Jacobus (1266-1284), heer van Cameros

- Nationale Bibliotheek van Tsjechië: jo20181010256
- Système universitaire de documentation: 221094466
- Virtual International Authority File: 6529151304669849460003
- WorldCat: E39PBJfGXkTR88yfFCm7RMMwYP